# Matilde de Ringelheim
Matilde de Ringelheim (c. 895 – 14 de março de 968) é uma santa católica, conhecida como Santa Matilde.

## Biografia
Filha do Conde Teodorico de Ringelheim também denominado Dietrich da Vestfália e de Reinilda da Frísia também denominada Reinhild da Dinamarca. Os seus biógrafos traçaram-lhe ancestrais até ao famoso herói saxão Widukind (730-807).
Matilde foi educada pela sua avó, a Abadessa do convento de Herford (Vestfália). Educada num convento de beneditinas, logo abraçou a fé católica.
Em 909, casou-se com Henrique I da Germânia, dito "o Passarinheiro". 
Após a morte do marido, retirou-se num convento e teria assim obtido a conversão dos filhos e benefícios para os pobres e doentes de quem ela cuidava.

## Descendência
Teve cinco filhos:
1. Edviges da Saxônia, esposa do duque Hugo, o Grande
2. Rei (e mais tarde imperador) Oto I
3. Gerberga da Saxônia, casada primeira vez com Gilberto de Lotaríngia e segunda vez com o Rei Luís IV da França
4. Henrique I da Baviera
5. Bruno I, arcebispo de Colónia